# ارست (اردستان)
ارست (اردستان)، روستایی از توابع بخش مهاباد شهرستان اردستان در استان اصفهان ایران است.

## جمعیت
این روستا در دهستان همبرات قرار دارد و براساس سرشماری مرکز آمار ایران در سال ۱۳۸۵، جمعیت آن زیر سه خانوار بوده‌است.